# Hüseyin Özkan
Hüseyin Özkan   (Argun, 20 de gener de 1972), nascut Khassan Delimbékovitx Bissultànov, és un judoka turc, ja retirat, guanyador d'una medalla olímpica.
Nascut a la República Socialista Soviètica Autònoma de Txetxènia-Ingúixia el 1972, s'inicià en el judo mentre estudiava a la ciutat d'Argun. El 1990 i 1991 va guanyar els campionats soviètics juvenils i el 1991 guanyà el campionat d'Europa júnior. El 1993 va guanyar una medalla de plata al Campionat d'Europa. Amb l'inici de la guerra de Txetxènia, el 1994, va emigrar a Turquia, on va acceptar la ciutadania turca i va canviar el seu nom pel de Hüseyin Ozkan.
El 2000, va prendre part en els Jocs Olímpics d'Estiu de Sydney, on guanyà la medalla d'or en la competició del pes semi lleuger del programa de judo.
Sota bandera turca, en el seu palmarès també destaca una medalla de plata en el Campionat del Món de judo, tres medalles en el Campionat d'Europa de judo, una de plata i dues de bronze, i una medalla d'or en els Jocs del Mediterrani.
Una vegada retirat passà a treballar d'entrenador del club Kocaeli Buyuksehir Belediyespor i de les seleccions turques juvenils i adultes.